# Patmos
Patmos er den nordligste ø i den græske øgruppe Dodekaneserne beliggende tæt ved Tyrkiets vestkyst.
Patmos er 34 km² stor og har ca. 2.500 indbyggere. Øen har ingen lufthavn, så man må sejle til og fra øen via Samos, Leros, Kos, Rhodos eller Piræus.
- Wikimedia Commons har flere filer relateret til Patmos

37°19′30″N 26°32′30″Ø / 37.325°N 26.5417°Ø